# Азербайджан на летних Паралимпийских играх 2024
Азербайджан на летних Паралимпийских играх 2024 в Париже был представлен 18 спортсменами (13 мужчинами и 5 женщинами) в 7 видах спорта (дзюдо, лёгкой атлетике, пауэрлифтинге, плавании, стрельбе, стрельбе из лука и тхэквондо). Впервые сборная была представлена в 7 видах спорта.
На Паралимпийских играх 2024 спортсмены Азербайджана завоевали 11 медалей: четыре золотых, две серебряные и пять бронзовых. Азербайджан впервые взял паралимпийские медали в паратхэквондо и в плавании категории SB13. В итоге сборная заняла 28-е место в неофициальном общекомандном зачёте по количеству золотых медалей, 13-е место среди стран Европы, третье — среди республик бывшего Советского Союза (если не считать медали завоёванные российскими и белорусскими спортсменами в нейтральном статусе) и шестое — среди мусульманских стран; по общему количеству наград она разделила с Алжиром и Тунисом 30—32-е места.
На церемонии открытия летних Паралимпийских игр 2024 знаменосцами сборной Азербайджана были чемпион мира и Европы паратхэквондист Имамеддин Халилов и четырёхкратная чемпионка мира, победительница Паралимпиады 2020 паралегкоатлетка Ламия Велиева, а не церемонии закрытия — победители Игр в Париже легкоатлеты Саид Наджафзаде и Ламия Велиева.
Азербайджан в Париже также представлял рефери по парадзюдо Назим Умбаев.

## Медали
На Паралимпийских играх в Париже сборная Азербайджана завоевала 11 медалей, из которых 4 были золотыми, 2 серебряными и 5 бронзовыми. Этот результат уступал только результатам двух выступлений Азербайджана на Паралимпиадах — в Токио, где было добыто 19 медалей (14 золотых, 1 серебро и 4 бронзы), и в Лондоне, где было добыто 12 медалей (4 золота, 5 серебра и 3 бронзы). Впервые в истории спортсмены Азербайджана удостоились паралимпийских медалей в паратхэквондо и в плавании категории инвалидности SB13 (с нарушением зрения). Из 8 призёров Игр лишь двое (паратхэквондисты Имамеддин Халилов и Сабир Зейналов) взяли свои первые паралимпийские медали, при этом Зейналов стал единственным призёром, для которого Игры в Париже были первыми в карьере. Из участников прошлой Паралимпиады, пловец Роман Салей стал семикратным паралимпийским призёром, дзюдоист Ильхам Закиев — пятикратным, бегунья Ламия Велива — четырёхкратной, а пловец Вели Исрафилов и прыгуны в длину Орхан Асланов и Саид Наджафзаде — двукратными призёрами, причём Салей вошёл в историю азербайджанского спорта как первый семикратный призёр Паралимпийских игр, а легкоатлеты Ламия Велиева и Орхан Асланов вошли в топ-5 паралимпийских чемпионов от Азербайджана, на счету которых более одной золотой медали. Закиев же стал первым и единственным азербайджанским спортсменом и первым парадзюдоистом, завоевавшим медали пяти Паралимпийских игр.
| Золото  |                   |                                                    |            |
| №       | Спортсмены        | Вид спорта (дисциплина)                            | Дата       |
| 1       | Имамеддин Халилов | Тхэквондо (до 70 кг, мужчины)                      | 30 августа |
| 2       | Саид Наджафзаде   | Лёгкая атлетика (прыжки в длину, мужчины)          | 2 сентября |
| 3       | Ламия Велиева     | Лёгкая атлетика (бег на 100 метров, женщины)       | 3 сентября |
| 4       | Орхан Асланов     | Лёгкая атлетика (прыжки в длину, T13, мужчины)     | 7 сентября |
| Серебро |                   |                                                    |            |
| №       | Спортсмены        | Вид спорта (дисциплина)                            | Дата       |
| 1       | Роман Салей       | Плавание (100 метров на спине, S12, мужчины)       | 31 августа |
| 2       | Ламия Велиева     | Лёгкая атлетика (бег на 400 метров, T13, женщины)  | 7 сентября |
| Бронза  |                   |                                                    |            |
| №       | Спортсмены        | Вид спорта (дисциплина)                            | Дата       |
| 1       | Сабир Зейналов    | Тхэквондо (до 58 кг, мужчины)                      | 29 августа |
| 2       | Роман Салей       | Плавание (100 метров вольным стилем, S12, мужчины) | 4 сентября |
| 3       | Вели Исрафилов    | Плавание (100 метров брассом, SB13, мужчины)       | 5 сентября |
| 4       | Ильхам Закиев     | Дзюдо (свыше 100 кг, J1, мужчины)                  | 7 сентября |
| 5       | Роман Салей       | Плавание (100 метров баттерфляем, S12, мужчины)    | 7 сентября |

| Медали по видам спорта | Медали по видам спорта | Медали по видам спорта | Медали по видам спорта | Медали по видам спорта |
| ---------------------- | ---------------------- | ---------------------- | ---------------------- | ---------------------- |
| Вид спорта             | 1                      | 2                      | 3                      | Итого                  |
| Дзюдо                  | 0                      | 0                      | 1                      | 1                      |
| Лёгкая атлетика        | 3                      | 1                      | 0                      | 4                      |
| Плавание               | 0                      | 1                      | 3                      | 4                      |
| Тхэквондо              | 1                      | 0                      | 1                      | 2                      |
| Всего                  | 4                      | 2                      | 5                      | 11                     |

| Медали по дням | Медали по дням | Медали по дням | Медали по дням | Медали по дням |
| -------------- | -------------- | -------------- | -------------- | -------------- |
| Дата           | 1              | 2              | 3              | Итого          |
| 29 августа     | 0              | 0              | 1              | 1              |
| 30 августа     | 1              | 0              | 0              | 1              |
| 31 августа     | 0              | 1              | 0              | 1              |
| 1 сентября     | 0              | 0              | 0              | 0              |
| 2 сентября     | 1              | 0              | 0              | 1              |
| 3 сентября     | 1              | 0              | 0              | 1              |
| 4 сентября     | 0              | 0              | 1              | 1              |
| 5 сентября     | 0              | 0              | 1              | 1              |
| 6 сентября     | 0              | 0              | 0              | 0              |
| 7 сентября     | 1              | 1              | 2              | 4              |
| 8 сентября     | 0              | 0              | 0              | 0              |
| Всего          | 4              | 2              | 5              | 11             |

| Медали по полу | Медали по полу | Медали по полу | Медали по полу | Медали по полу |
| -------------- | -------------- | -------------- | -------------- | -------------- |
| Пол            | 1              | 2              | 3              | Итого          |
| Мужчины        | 3              | 1              | 5              | 9              |
| Женщины        | 1              | 1              | 0              | 2              |
| Всего          | 4              | 2              | 5              | 11             |

## Состав сборной

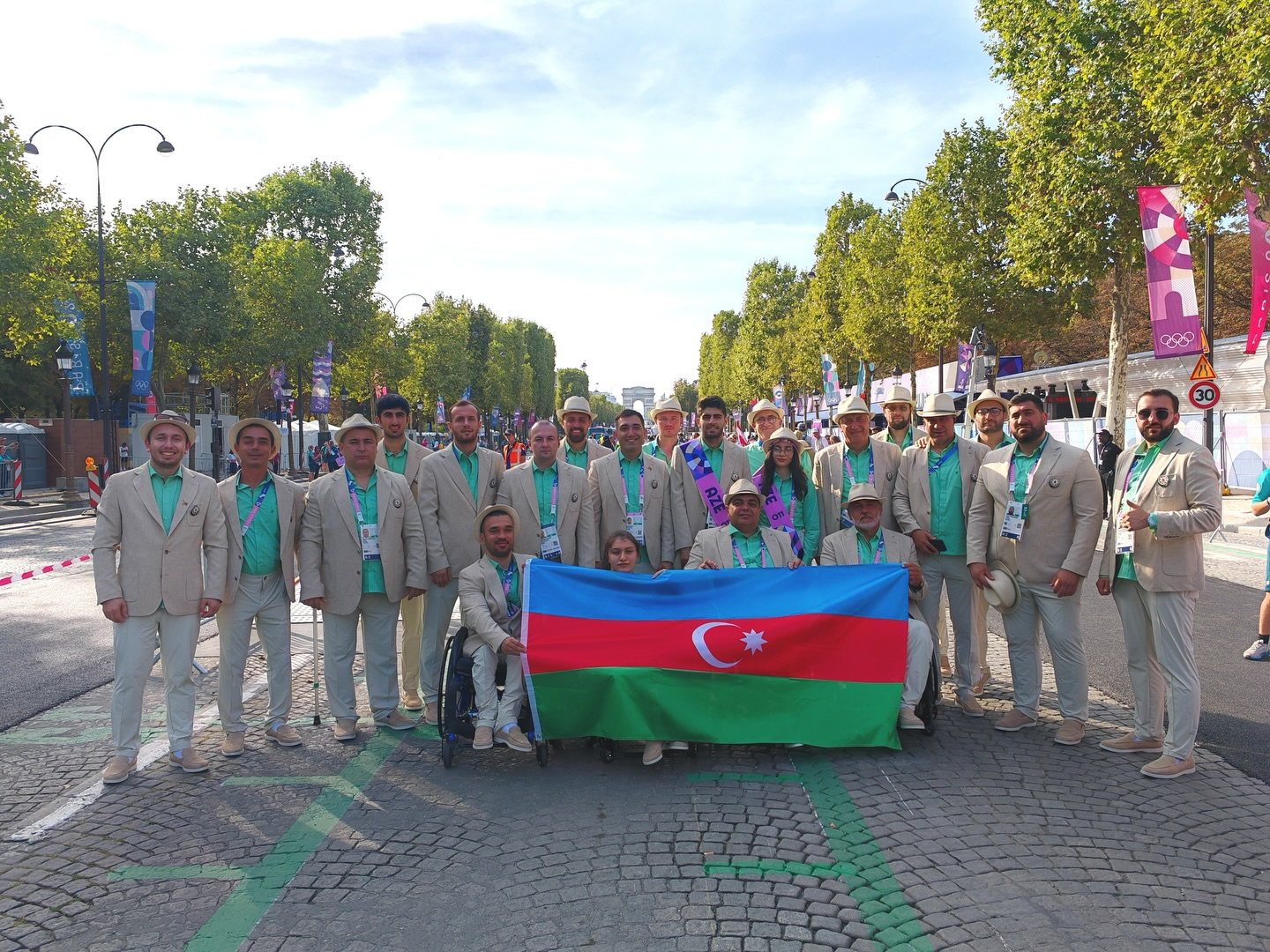
Члены паралимпийской сборной Азербайджана в Париже в день открытия Паралимпийских игр 2024

На летних Паралимпийских играх в Париже Азербайджан в семи видах спорта представляют 18 спортсменов, что почти вдвое меньше, чем на предыдущих Играх в Токио. Большинство спортсменов Азербайджана на Паралимпиаде являются легкоатлетами (5 атлетов). 6 спортсменов выступали на Паралимпийских играх в первый раз.
В состав сборной Азербайджана для участия в Играх 2024 вошёл целый ряд паралимпийских чемпионов, среди них трёхкратный паралимпийский чемпион Роман Салей (плавание), двукратный паралимпийский чемпион Ильхам Закиев (дзюдо), паралимпийские чемпионы Дурсадаф Керимова (дзюдо), Олохан Мусаев (толкание ядра), Ламия Велиева (бег), Орхан Асланов (прыжки в длину) и Вели Исрафилов (плавание), а также бронзовый призёр Саид Наджафзаде (прыжки в длину).
Только один из представляющих Азербайджан на Паралимпийских играх спортсменов (Салей) является натурализованным (ранее он выступал за Белоруссию). Самым молодым членом сборной является 19-летний Сабир Зейналов, а самым старшим — 46-летний стрелок из лука Джахан Мусаев.
На церемонии открытия Паралимпийских игр знаменосцами сборной были победительница Паралимпийских игр 2020 года и четырёхкратная чемпионка мира легкоатлетка Ламия Велиева и чемпион мира и двукратный чемпион Европы паратхэквондист Имамеддин Халилов.
С середины августа до 21 августа сборные Азербайджана по параатлетике, параплаванию, пулевой стрельбе и стрельбе из лука проводили свои подготовительные сборы в Ажене, на юге Франции. Девизом паралимпийской сборной Азербайджана является слоган «Непобедимые – к Парижу!» (азерб. Yenilməzlər Parisə doğru!).
 Дзюдо
1. Ильхам Закиев
2. Хатира Исмиева
3. Дурсадаф Керимова

 Лёгкая атлетика
1. Руфат Рафиев
2. Олохан Мусаев
3. Саид Наджафзаде
4. Орхан Асланов
5. Ламия Велиева

 Пауэрлифтинг
1. Джейхун Махмудов

 Плавание
1. Вели Исрафилов
2. Роман Салей
3. Кенуль Сулейманова

 Стрельба
1. Камран Зейналов
2. Айбяниз Бабаева

 Стрельба из лука
1. Джахан Мусаев

 Тхэквондо
1. Сабир Зейналов
2. Имамеддин Халилов
3. Абульфаз Абузарли
4. Рояла Фаталиева

## Результаты соревнований

### Дзюдо

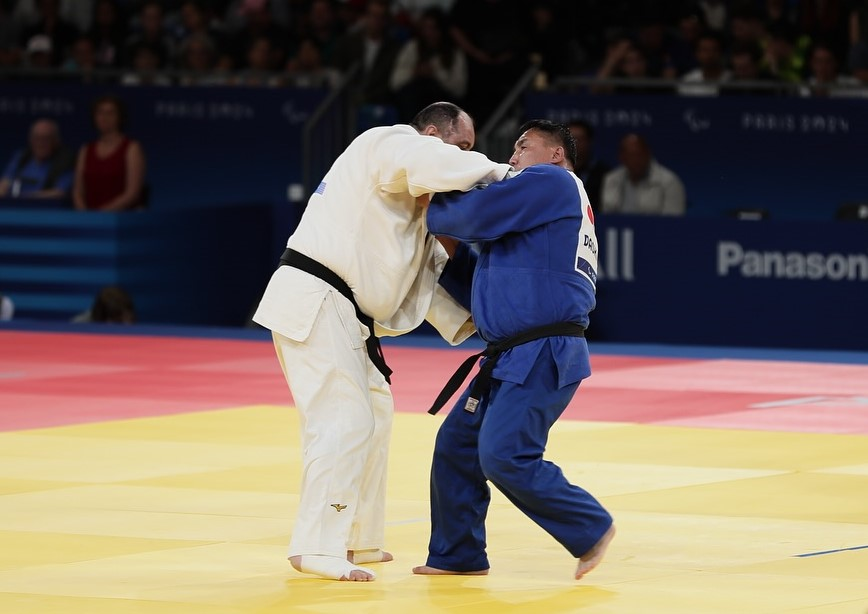
Ильхам Закиев (в белом кимоно) борется в схватке за бронзу с дзюдоистом из Монголии (свыше 90 кг, J1)

Лицензию на Паралимпийские игры в Париже завоевало всего три азербайджанских дзюдоиста. Для Исмиевой Игры в Париже стали дебютными в карьере, для Дурсадаф Керимовой — вторыми, а для Ильхама Закиева — шестыми. Керимова и Закиев завоевали лицензии благодаря своей позиции в мировом рейтинге. Исмиевой же было предоставлено право на участие в Играх на основании запроса Национального паралимпийского комитета Азербайджана. Многие дзюдоисты Азербайджана, выигравшие золотые медали на Играх 2020 года в Токио, не смогли получить лицензии в связи с изменениями в правилах медицинской классификации.
Все азербайджанские парадзюдоисты выступали в один день, 7 сентября. Вышедшая первой на татами Хатира Исмиева (свыше 70 кг, J1), начала с 1/8 финала, где выиграла у соперницы из ОАЭ Марьям Альданани. Однако, в четвертьфинале Исмиева уступила Назан Гюнеш из Турции. В связи с тем, что в первой утешительной схватке соперница азербайджанской спортсменки не вышла на встречу, Исмева прошла дальше. В схватке же за бронзу она проиграла Кристелле Гарсия из США.
Самый титулованный из азербайджанских парадзюдостов Ильхам Закиев (свыше 90 кг, J1), являвшийся двукратным чемпионом и двукратным бронзовым призёром Паралимпийских игр, начал с четвертьфинала, где уступил сопернику из Франции Джейсону Гранри. В утешительной схватке Закиев одолел нидерландского дзюдоиста Даниэля Кнегта, а в решающей схватке за бронзу он взял верх над представителем Монголии Ганбатом Дашцереном, взяв тем самым свою пятую медаль Паралимпийских игр. По словам спортсмена сразу после церемонии награждения, он был немного недоволен своей подготовкой, которая прошла не на том уровне, на котором он хотел, из-за травм. Позже он заявил, что в проигранной встрече явным образом чувствовал, что судья был на стороне соперника, представлявшего страну-хозяйку Паралимпиады, так как за прием, который Закиев совершил, ему не были зачислены очки, а когда он был в нападении в партере, схватку неоднократно останавливали. При этом имитацию атаки со стороны француза расценивали как активность, присудив Закиеву два штрафных «шидо». Свою победу в малом финале за бронзу Закиев посвятил азербайджанскому народу.
Победительница игр в Токио 2020 года Дурсадаф Керимова (свыше 70 кг, J2) также начала своё выступление с четвертьфинала, где проиграла спортсменке из Бразилии Ребеке де Соуза. В утешительной схватке Керимова одолела француженку Пресциллу Лезе, но в решающей схватке за бронзу уступила дзюдоистке из Китая Ванг Хонгю.
Мужчины
| Спортсмен     | Категория       | Четвертьфинал          | Полуфинал             | Финал                   | Финал |
| Спортсмен     | Категория       | Соперник Результат     | Соперник Результат    | Соперник Результат      | Место |
| ------------- | --------------- | ---------------------- | --------------------- | ----------------------- | ----- |
| Ильхам Закиев | J1, свыше 90 кг | Д. Гранри (FRA) П 0:10 | Утешительный турнир   | Утешительный турнир     | 3     |
| Ильхам Закиев | J1, свыше 90 кг | Д. Гранри (FRA) П 0:10 | Д. Кнегт (NED) В 10:0 | Г. Дашцерен (MGL) В 1:0 | 3     |

Женщины
| Спортсмен         | Категория       | 1/8 финала                | Четвертьфинал          | Полуфинал               | Финал                  | Финал |
| Спортсмен         | Категория       | Соперник Результат        | Соперник Результат     | Соперник Результат      | Соперник Результат     | Место |
| ----------------- | --------------- | ------------------------- | ---------------------- | ----------------------- | ---------------------- | ----- |
| Хатира Исмиева    | J1, свыше 70 кг | М. Альданани (UAE) В 10:1 | Н. Гюнеш (TUR) П 0:10  | Утешительный турнир     | Утешительный турнир    | 5     |
| Хатира Исмиева    | J1, свыше 70 кг | М. Альданани (UAE) В 10:1 | Н. Гюнеш (TUR) П 0:10  | Д. Алькала (VEN) В 10:0 | К. Гарсия (USA) П 0:10 | 5     |
| Дурсадаф Керимова | J2, свыше 70 кг | Не участвовала            | Р. Сильва (BRA) П 0:10 | Утешительный турнир     | Утешительный турнир    | 5     |
| Дурсадаф Керимова | J2, свыше 70 кг | Не участвовала            | Р. Сильва (BRA) П 0:10 | П. Лезе (FRA) В 10:0    | Х. Ванг (CHN) П 0:10   | 5     |

### Лёгкая атлетика

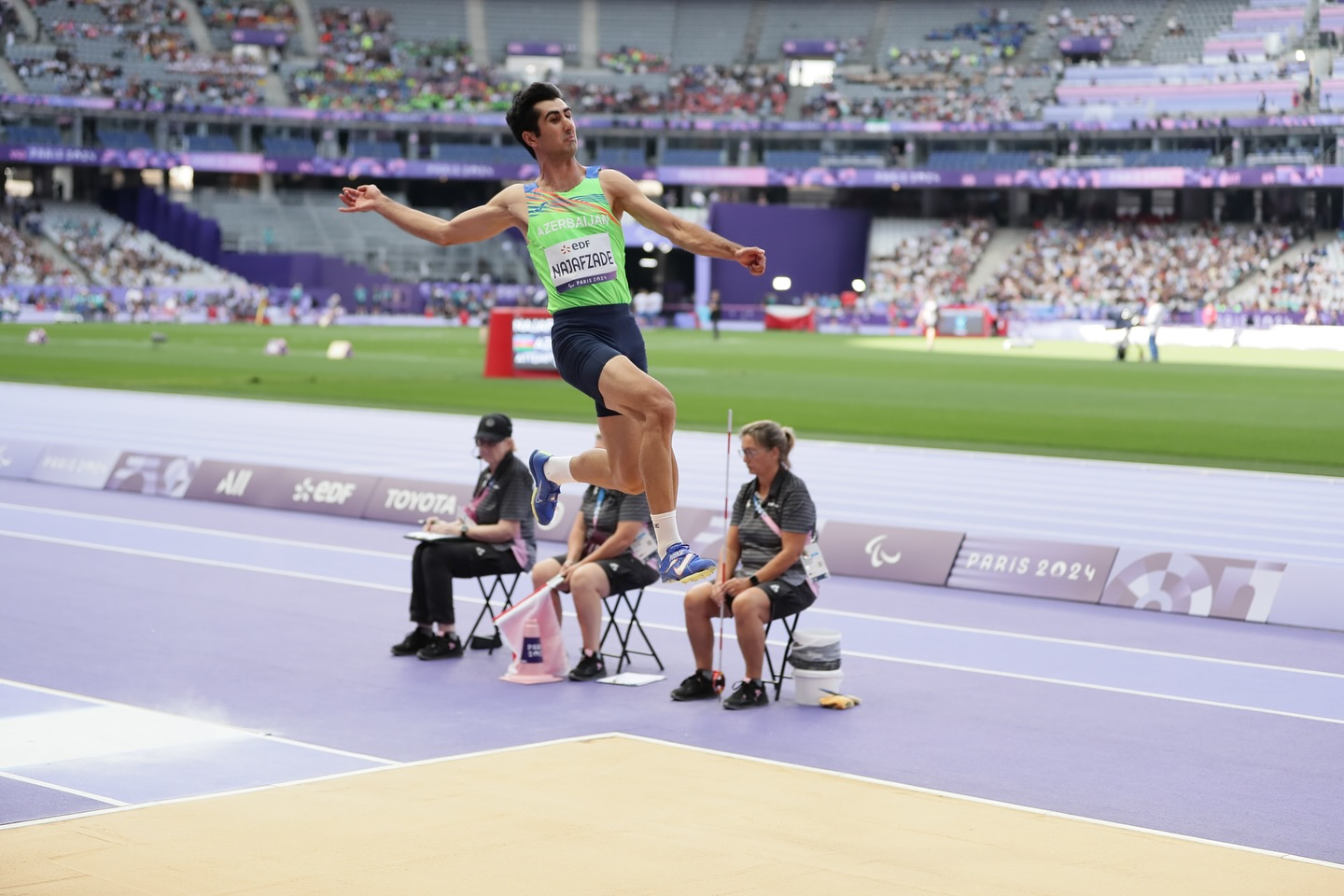
Саид Наджафзаде соревнуется в прыжках в длину (T12)

В лёгкой атлетике Азербайджан представят как минимум 5 спортсменов, из которых четверо мужчин и одна женщина. Первые лицензии на Игры в лёгкой атлетике в июле 2023 года завоевали два раза выигравшая золото на чемпионате мира в Париже бегунья Ламия Велиева, ставший третьим прыгун в длину Саид Наджафзаде и ставшие четвёртыми толкатель ядра Олохан Мусаев и прыгун в длину Орхан Асланов. 12 июля 2024 года паралимийскую лицензию завоевал толкатель ядра Руфат Рафиев.
Первым из азербайджанский легкоатлетов выступил чемпион Паралимпийских игр 2008 года Олохан Мусаев в категории F55 (метание сидя), для которого Игры в Париже были уже пятыми в карьере. В своей лучшей попытке Мусаев толкнул ядро на 11,44 метров и занял 6-е место среди 11 атлетов.
2 сентября на старт вышел бронзовый призёр Токийской Паралимпиады и действующий чемпиона мира прыгун в длину Саид Наджафзаде. В финале категории T12 (с нарушением зрения) оп прыгнул на 7,27 метра и выиграл золотую медаль, опередив ближайшего преследователя действующего рекордсмена мира Дониёра Салиева из Узбекистана на 0,11 метра.

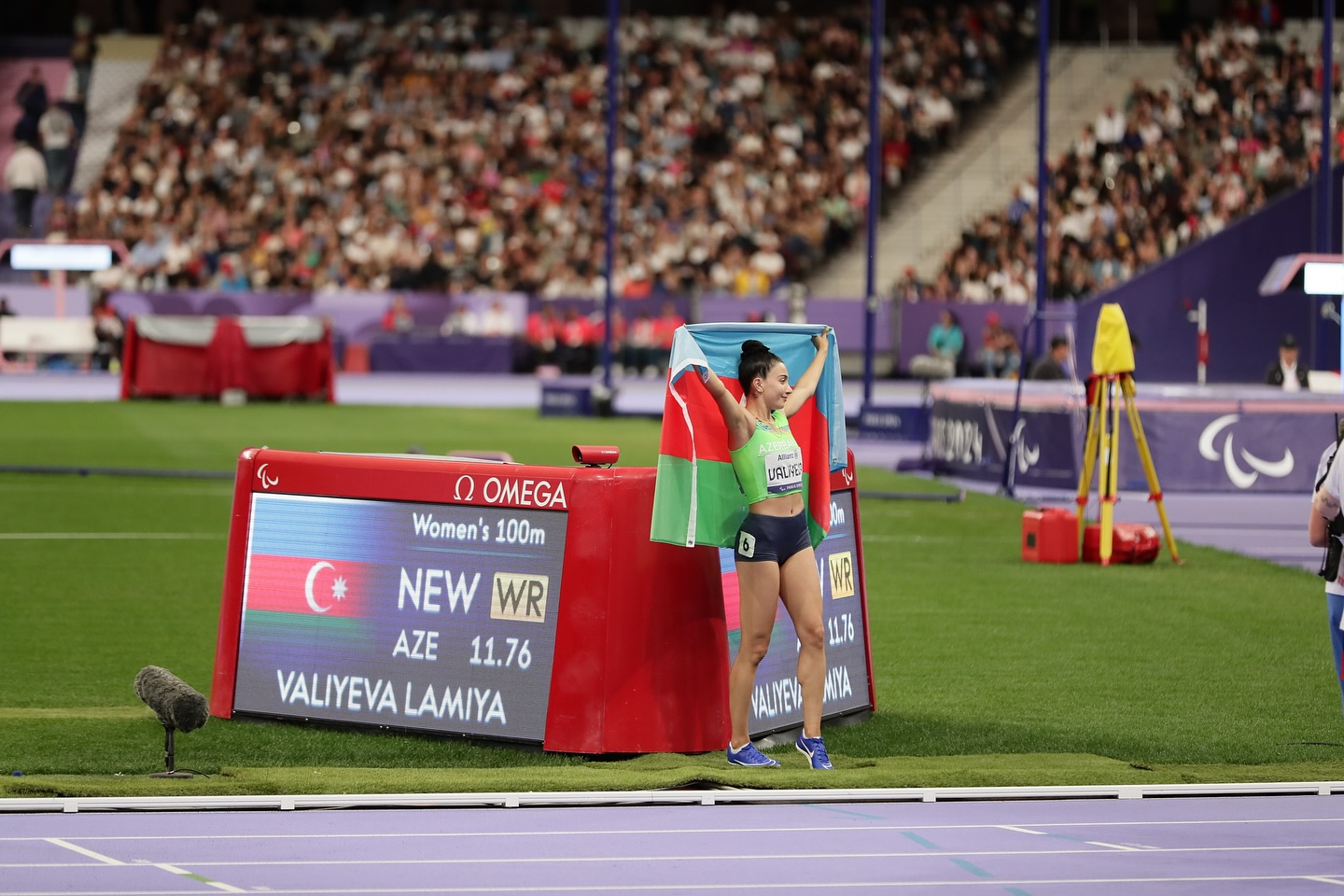
Ламия Велиева позирует рядом с табло, на котором показан только что установленный ей мировой рекорд в беге на 100 метров (T13)

3 сентября своё выступление на Паралимпиаде начала действующая чемпионка мира в беге на 100 и 400 метров Ламия Велиева. В первый день своего выступления она выступала в беге на 100 метров категории T13 (с нарушением зрения) в статусе серебряной призёрки Паралимпийских игр. В квалификации Велиева с результатом 11,81 заняла первое место и вышла в финал. В квалификации ей не хватило 0,02 секунды, чтобы повторить мировой рекорд Лейля Аджаметовой 2016 года. Вечером того же дня в финале Велиева пробежала дистанцию быстрее всех за 11,76 секунды, обновив тем самым державшийся 8 лет мировой рекорд. Велива оказалась быстрее занявшей второе место бразильянки Райан Суарес да Силвы на 0,02 секунды. Таким образом, Велиева стала четвертым азербайджанским спортсменом выигравшим 2 и более золотые медали Паралимпийских игр.

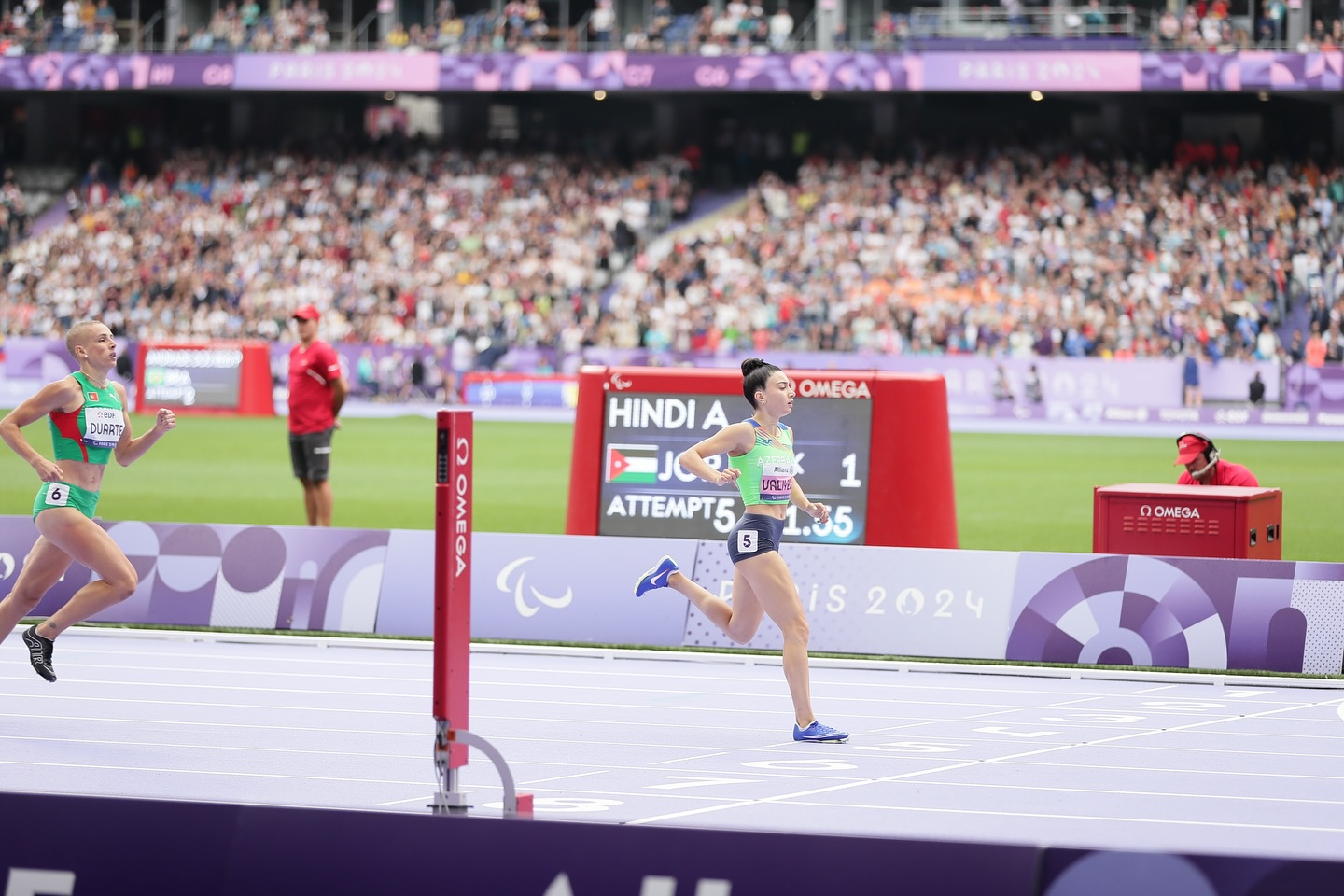
Ламия Велиева прибегает к финишу в финале бега на 400 метров (T13)

4 сентября на старт вышел толкатель ядра в категории F36 (с нарушениями координации) Руфат Рафиев, для которого Игры в Париже были вторыми в карьере. В своей лучшей попытке он метнул снаряд на 13,38 метров и занял шестое место среди семи участников.
5 сентября на свой очередной старт в Париже вышла Ламия Велиева. В квалификации бега на 400 метров категории T13 действующая паралимпийская чемпионка в этой дисциплине Велива пробежала дистанцию за 56,51 секунд и стала 2-й в своей подгруппе, выйдя тем самым в финал с третьим результатом. В финале, который прошёл 7 сентября, Велиева пробежала дистанцию за 55,09 секунды, на 0,09 секунд хуже своего результата в Токио, ставшего паралимпийскими рекордом. С этим результатом она заняла второе место, уступив чемпионство Райан Суарес да Силве из Бразилии, пробежавшей за 53,55 секунды.
7 сентября выступил очередной прыгун в длину сборной Азербайджана, но в категории T13, чемпион Паралимпийских игр в Токио Орхан Асланов. В лучшей своей попытке он показал результат в 7,29 метра и вновь завоевал золотую медаль Паралимпиады, защитив свой титул чемпиона.
В итоге, в общекомандном зачете сборная Азербайджана по паралимпийской лёгкой атлетике с тремя золотыми и одной серебряной медалями заняла 20-е место среди 151-й страны.  
Мужчины
| Спортсмен       | Дисциплина          | Полуфинал     | Полуфинал     | Финал     | Финал |
| Спортсмен       | Дисциплина          | Результат     | Место         | Результат | Место |
| --------------- | ------------------- | ------------- | ------------- | --------- | ----- |
| Руфат Рафиев    | Толкание ядра, F36  | Не проводился | Не проводился | 13,38 м   | 6     |
| Олохан Мусаев   | Толкание ядра, F55  | Не проводился | Не проводился | 11,44 м   | 6     |
| Саид Наджафзаде | Прыжки в длину, T12 | Не проводился | Не проводился | 7,27 м    | 1     |
| Орхан Асланов   | Прыжки в длину, T13 | Не проводился | Не проводился | 7,29 м    | 1     |

Женщины
| Спортсменка   | Дисциплина        | Полуфинал | Полуфинал | Финал      | Финал |
| Спортсменка   | Дисциплина        | Результат | Место     | Результат  | Место |
| ------------- | ----------------- | --------- | --------- | ---------- | ----- |
| Ламия Велиева | Бег на 100 м, T13 | 11,81 с   | 1 Q       | 11,76 с WR | 1     |
| Ламия Велиева | Бег на 400 м, T13 | 56,51 с   | 3 Q       | 55,09 с    | 2     |

Азербайджанские легкоатлеты на церемонии награждения
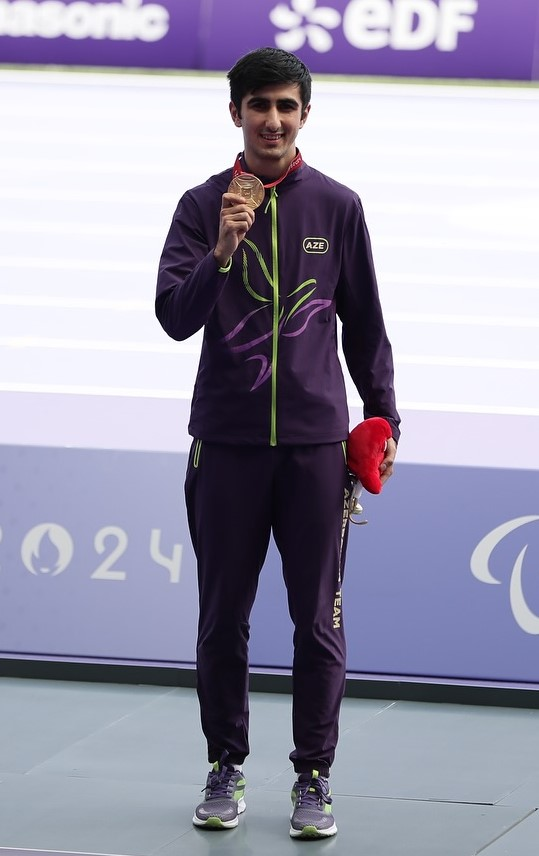
Саид Наджафзаде с золотой медалью на церемонии награждения прыжков в длину (T12)
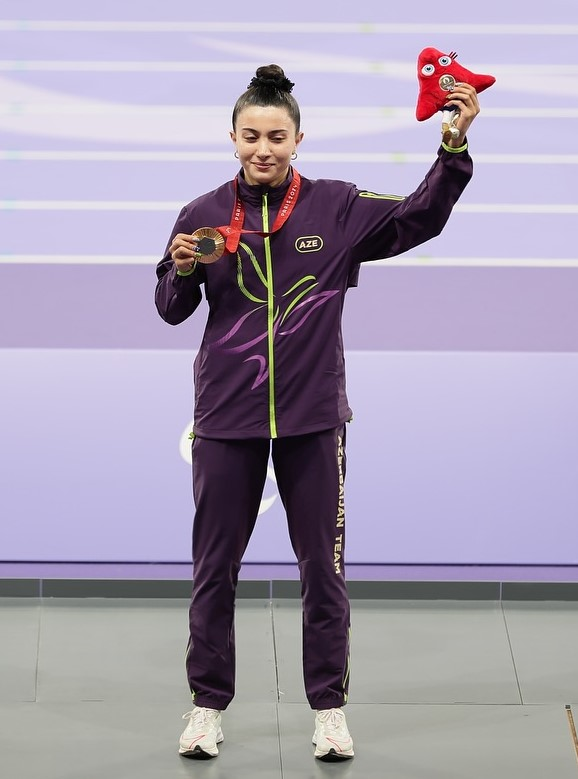
Ламия Велиева с золотой медалью на церемонии награждения бега на 100 метров (T13)
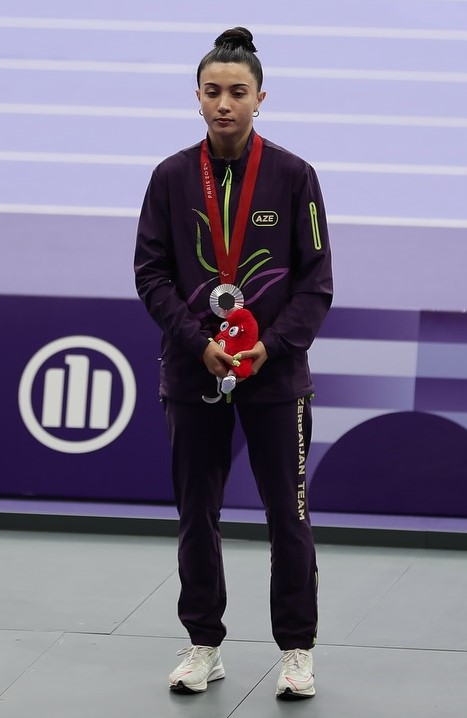
Ламия Велиева с серебряной медалью на церемонии награждения бега на 400 метров (T13)
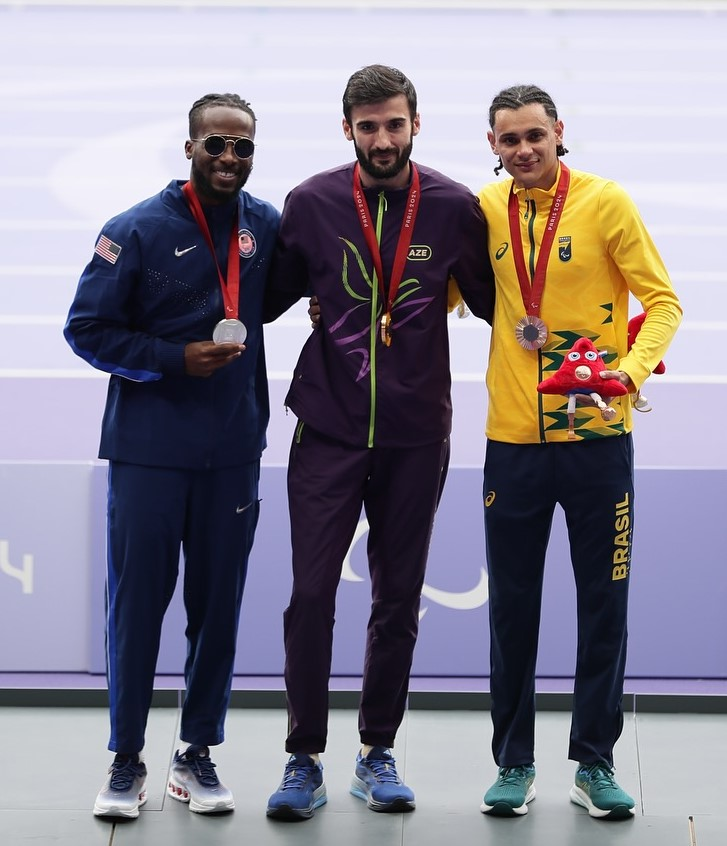
Орхан Асланов (в центре) с золотой медалью на церемонии награждения прыжков в длину (T12)

### Пауэрлифтинг

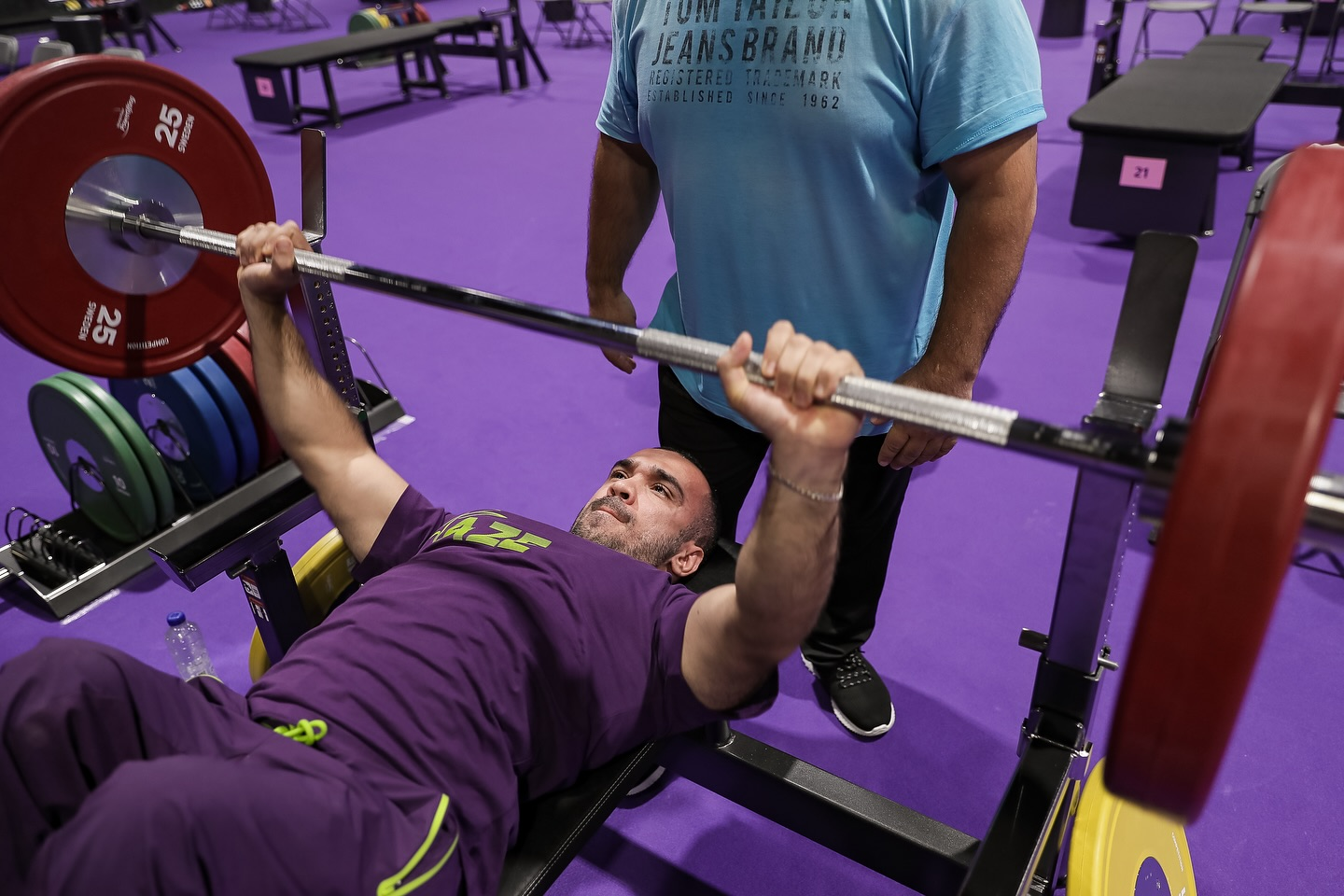
Пауэрлифер Джейхун Махмудов на тренировке в Париже перед стартом Паралимпийских игр 2024

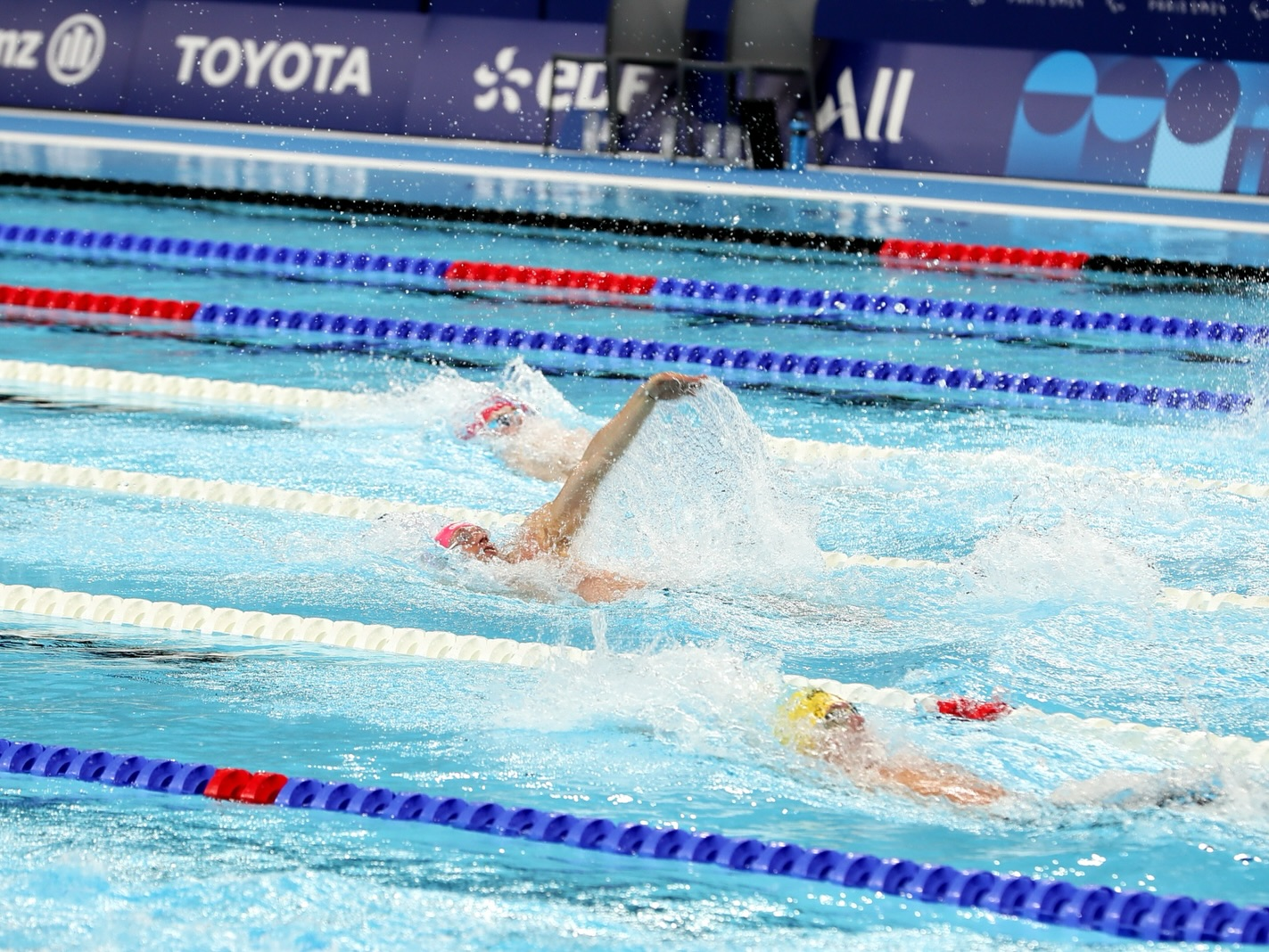
Роман Салей (в центре) участвует в финале соревнований в плавании на 100 метров на спине (S12)

Азербайджан на соревнованиях по пауэрлифтингу был представлен одним спортсменом — Джейхуном Махмудовым в весовой категории до 54 кг, завоевавшим лицензию 20 июля 2024 года. Махмудов, для которого это были первые Паралимпийские игры в карьере, вышел на помост 4 сентября. В первой своей попытке он заказал вес в 158 кг, который не смог поднять. Во второй попытке Махмудову удалось поднять этот вес. В третьей попытке азербайджанский спортсмен не смог поднять 163 кг и занял 8-е место среди 10-и пауэрлифтеров.
Мужчины
| Спортсмен        | Категория | Результаты | Результаты | Результаты | Место |
| Спортсмен        | Категория | Попытка 1  | Попытка 2  | Попытка 3  | Место |
| ---------------- | --------- | ---------- | ---------- | ---------- | ----- |
| Джейхун Махмудов | До 54 кг  | 158 кг     | 158 кг     | 163 кг     | 8     |

### Плавание
Азербайджан на соревнованиях по плаванию представлен тремя спортсменами. Двое из них, паралимпийские чемпионы Токио 2020 года Вели Исрафилов и Роман Салей завоевали лицензии в августе 2023 года на чемпионате мира в Манчестере. Однако, на Играх в Париже категории SB12 и SB13 объединили и Исрафилов право на участие в Паралимпиаде в новой для себя категории SB13 получил только в июне 2024 года. Дебютантка Игр Кенуль Сулейманова завоевала лицензию в феврале 2024 года. 
Первым из азербайджанских пловцов выступила на Играх Сулейманова. 29 августа в плавании на 100 метров на спине в категории парализованности S2 она заняла 5-е место в первом заплыве и 11-е место среди всех участниц, не сумев пройти в финал.
31 августа своё выступление на Игрых в Париже начал трёхкратный чемпион и серебряный призер Паралимпийских игр Роман Салей. На дистанции 100 метров плавания на спине категории S12 (с нарушениями зрения), в которой Салей являлся действующим паралимпийским чемпионом, он показал в квалификации результат 1:01.29 минут и занял второе место, выйдя в финал. В финале Салей с результатом 1:00.67 также занял 2-е место, уступив первое место британцу Стивену Клеггу, обогнавшему Салей на последних 50 метрах. Выступавшая в этот же день второй раз на этих Играх Кенуль Сулейманова выступила на дистанции 50 метров плавания на спине. Тут она показала результат 1:52.64 минут и снова заняла последнее место среди 11-и участниц, оставшись вне финала.

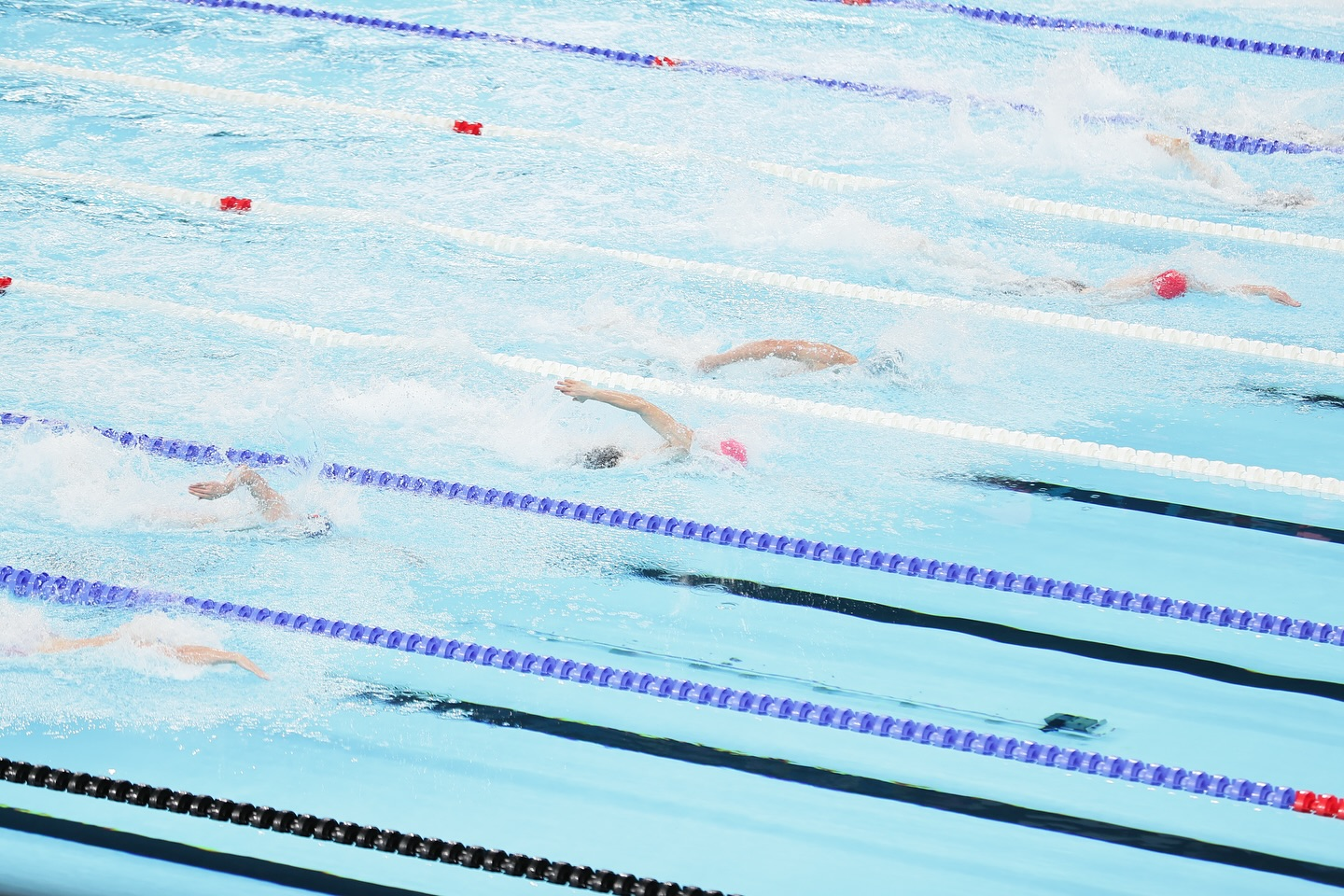
Роман Салей (в центре) участвует в финале соревнований в плавании на 100 метров вольным стилем (S12)

2 сентября Роман Салей вышел на свой второй старт, на дистанции 50 метров плавания вольным стилем категории S13. В своей группе занял пятое место, проплыв дистанцию за 24,39 секунд и став девятым из 12 пловцов. А так как в финал проходили 8 лучших, то Салей попал в резерв и не сумел попасть в финал.
4 сентября Салей выступил в третьей дисциплине на Играх в Париже. На дистанции 100 метров плавания вольным стилем категории S12 он занял четвёртое место среди 15-и участников в квалификации, проплыв дистанцию за 54,21 секунды, и вышел в финал. В финале Салей улучшил свой результат, проплыв дистанцию за 53,65 секунд и заняв в итоге 3-е место. Эта медаль стала шестой по счёту медалью Салея на Паралимпийских играх.

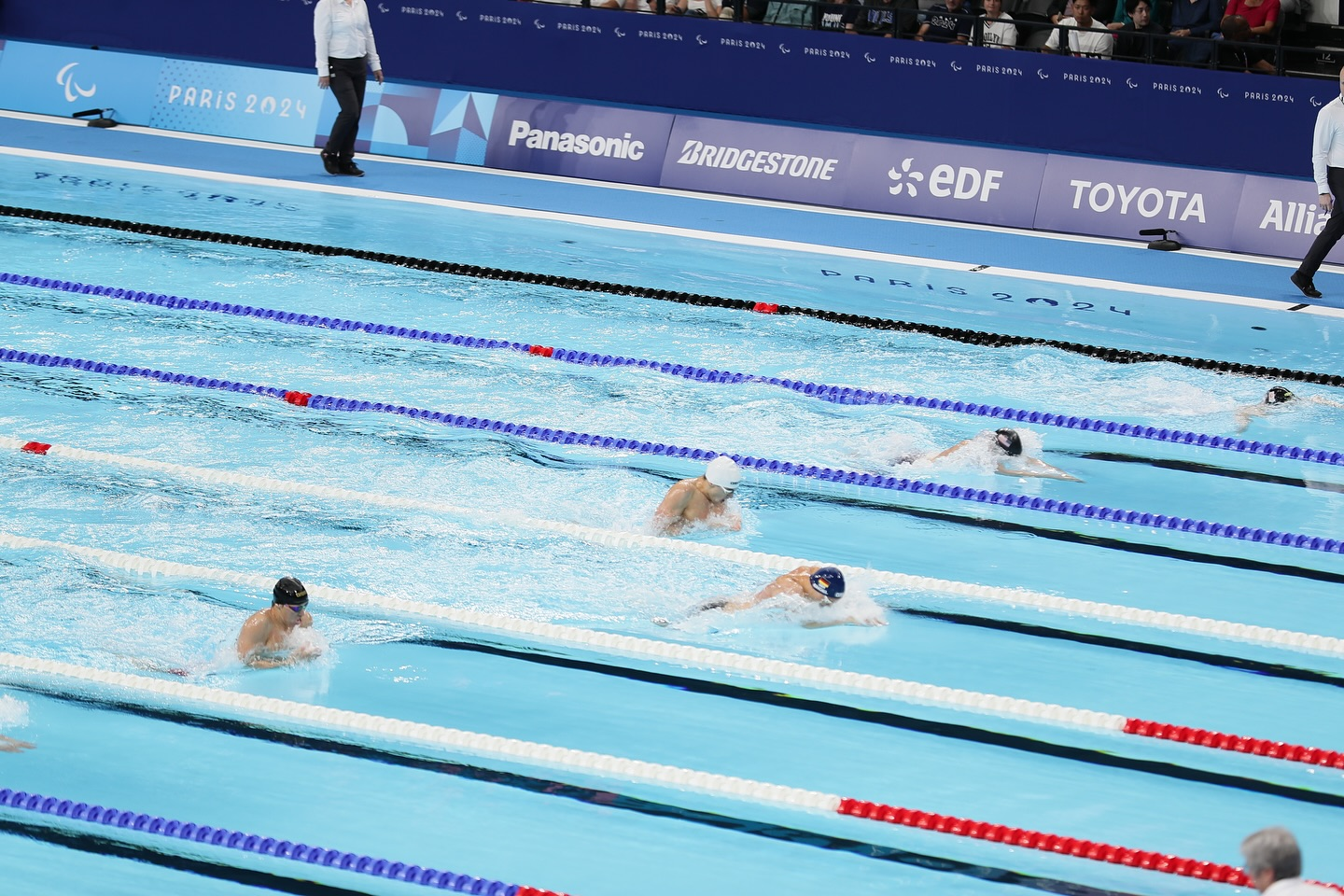
Вели Исрафилов (в белой шапочке) участвует в финале соревнований в плавании на 100 метров брассом (SB13)

5 сентября на второй своей Паралимпиаде выступил действующий чемпион Паралимпийских игр в плавании на 100 метров брассом категории SB12 Вели Исрафилов. Однако в Париже, он, как и другие спортсмены категории SB12, выступал вместе со спортсменами категории SB13. В квалификации плавания на 100 метров брассом категории SB13 Исрафилов, шедший как спортсмен категории SB12, с результатом 1:05.08 минут занял второе место в своей подгруппе и вышел в финал с третьим результатом. В финале Исрафилов проплыл дистанцию за 1:05.35 минут и занял третье место. Первое место досталось спортсмену из Германии (категории SB13), а в второе — казахскому пловцу (категории SB12). То, что шансы на победы были низкими, Исрафилов объяснил тем, что в отличие от предыдущей Паралимпиады, в Париже он выступал не в своей категории, а в более высокой. Также по словам, азербайджанского пловца, на этот раз было немного волнения, так как трибуны не были пустыми (в Токио из-за пандемии COVID-19 спортсмены выступали перед пустыми трибунами).
7 сентября Салей вышел на свой четвёртый старт, выступив в плавании на 100 метров баттерфляем категории S12. Показав в квалификации результат в 58,16 секунды, он стал первым в своей группе. В финале же с результатом 58,13 секунды, Салей занял третье место, став семикратным призёром Паралимпийских игр. Золото в этой дисциплине выиграл британец Стивен Клегг, а серебро — родной брат Романа Салея, выступавший в нейтральном статусе белорусский спортсмен Дмитрий Салей, который на Паралимпийских играх в Рио в 2016 году также выступал за Азербайджан.
Мужчины
| Спортсмен      | Дисциплина                | Квалификация | Квалификация | Финал                | Финал                |
| Спортсмен      | Дисциплина                | Время        | Место        | Время                | Место                |
| -------------- | ------------------------- | ------------ | ------------ | -------------------- | -------------------- |
| Вели Исрафилов | 100 м брассом, SB13       | 1:05.82 мин  | 3 Q          | 1:05.35 мин          | 3                    |
| Роман Салей    | 50 м вольным стилем, S13  | 24,39 с      | 9            | Завершил выступление | Завершил выступление |
| Роман Салей    | 100 м вольным стилем, S12 | 54,21 c      | 4 Q          | 53,65 с              | 3                    |
| Роман Салей    | 100 м баттерфляем, S12    | 58,16 с      | 2 Q          | 58,13 с              | 3                    |
| Роман Салей    | 100 м на спине, S12       | 1:01.29 мин  | 2 Q          | 1:00.67 мин          | 2                    |

Женщины
| Спортсмен          | Дисциплина         | Квалификация | Квалификация | Финал                 | Финал                 |
| Спортсмен          | Дисциплина         | Время        | Место        | Время                 | Место                 |
| ------------------ | ------------------ | ------------ | ------------ | --------------------- | --------------------- |
| Кенуль Сулейманова | 50 м на спине, S2  | 1:52.64 мин  | 11           | Завершила выступление | Завершила выступление |
| Кенуль Сулейманова | 100 м на спине, S2 | 4:03.04 мин  | 11           | Завершила выступление | Завершила выступление |

Азербайджанские пловцы на церемонии награждения
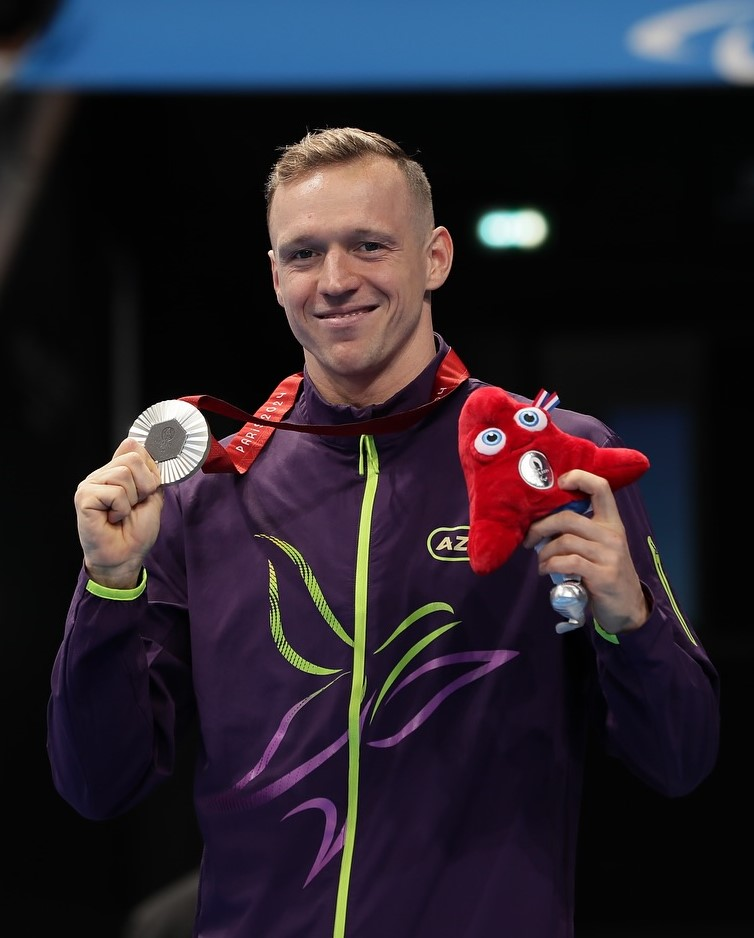
Роман Салей с серебряной медалью на церемонии награждения плавания на 100 метров на спине (S12)
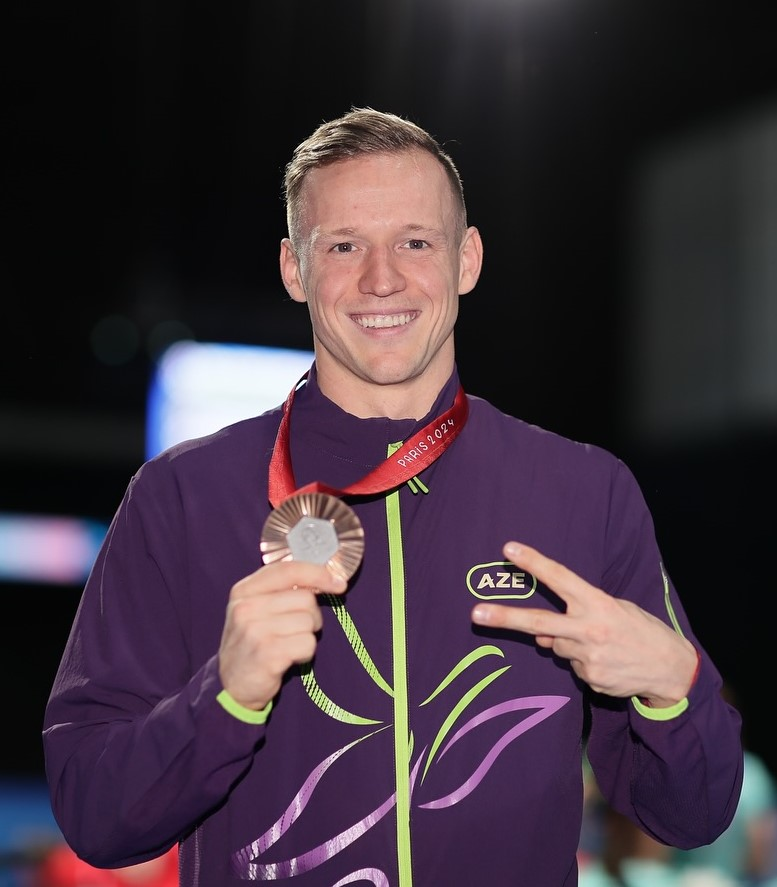
Роман Салей с бронзовой медалью на церемонии награждения плавания на 100 метров вольным стилем (S12)
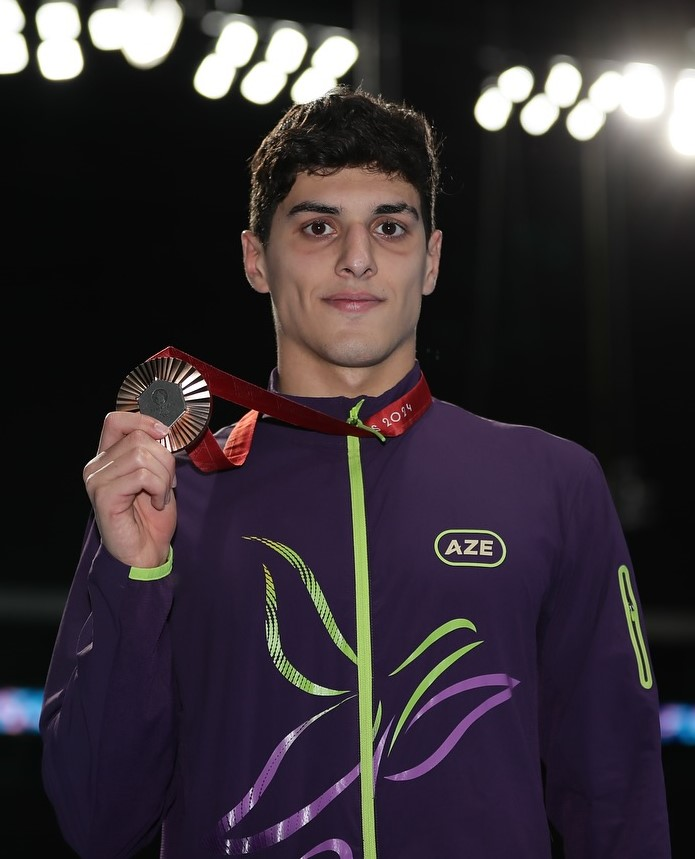
Вели Исрафилов с бронзовой медалью на церемонии награждения плавания на 100 метров брассом (SB13)

### Стрельба
Камран Зейналов завоевал лицензию в сентябре 2023 года на чемпионате мира в Лиме, выиграв золото и набрав 220,5 очков. В феврале 2024 года вторую лицензию Азербайджана в стрельбе завоевала Айбяниз Бабаева.
30 августа своё выступление начал Камран Зейналов, для которого Игры в Париже были вторыми в карьере. В соревновании по стрельбе из пневматического пистолета на 10 метров категории SH1 (спортсмены, способные без труда удерживать пистолет и стрелять из положения стоя или сидя в инвалидном кресле или на стуле) он набрал в квалификации 559 очков и занял 13-е место среди 26 участников, не сумев попасть в финал, куда попадали только занявшие первые восемь мест.
На следующий день в борьбу вступила дебютантка Паралимпийских игр Айбяниз Бабаева. В квалификации стрельбы из пневматического пистолета на 10 метров категории SH1 она набрала 542 очка и заняла 14-е место среди 20 спортсменок. Ей также не удалось попасть в финал, куда также попадали занявшие первые восемь мест.
4 сетнября Зейналов и Бабаева выступили в квалификации стрельбы из пневматического пистолета на 50 метров в смешанной дисциплине. Зейналов, набрав 529 очков, занял 14-е место, а Бабаева с 507 очками — 26-е. Учитвая, что и здесь в финал попадали 8 лучших стрелков, оба азербайджанских спортсмена завершили свои выступления.
Мужчины
| Спортсмен       | Дисциплина                         | Квалификация | Квалификация | Финал                | Финал                |
| Спортсмен       | Дисциплина                         | Счёт         | Место        | Счёт                 | Место                |
| --------------- | ---------------------------------- | ------------ | ------------ | -------------------- | -------------------- |
| Камран Зейналов | 10 м, пневматический пистолет, SH1 | 559          | 13           | Завершил выступление | Завершил выступление |

Женщины
| Спортсмен       | Дисциплина                         | Квалификация | Квалификация | Финал                 | Финал                 |
| Спортсмен       | Дисциплина                         | Счёт         | Место        | Счёт                  | Место                 |
| --------------- | ---------------------------------- | ------------ | ------------ | --------------------- | --------------------- |
| Айбяниз Бабаева | 10 м, пневматический пистолет, SH1 | 542          | 14           | Завершила выступление | Завершила выступление |

Смешанная
| Спортсмен       | Дисциплина                         | Квалификация | Квалификация | Финал                 | Финал                 |
| Спортсмен       | Дисциплина                         | Счёт         | Место        | Счёт                  | Место                 |
| --------------- | ---------------------------------- | ------------ | ------------ | --------------------- | --------------------- |
| Камран Зейналов | 50 м, пневматический пистолет, SH1 | 529          | 14           | Завершил выступление  | Завершил выступление  |
| Айбяниз Бабаева | 50 м, пневматический пистолет, SH1 | 507          | 26           | Завершила выступление | Завершила выступление |

### Стрельба из лука

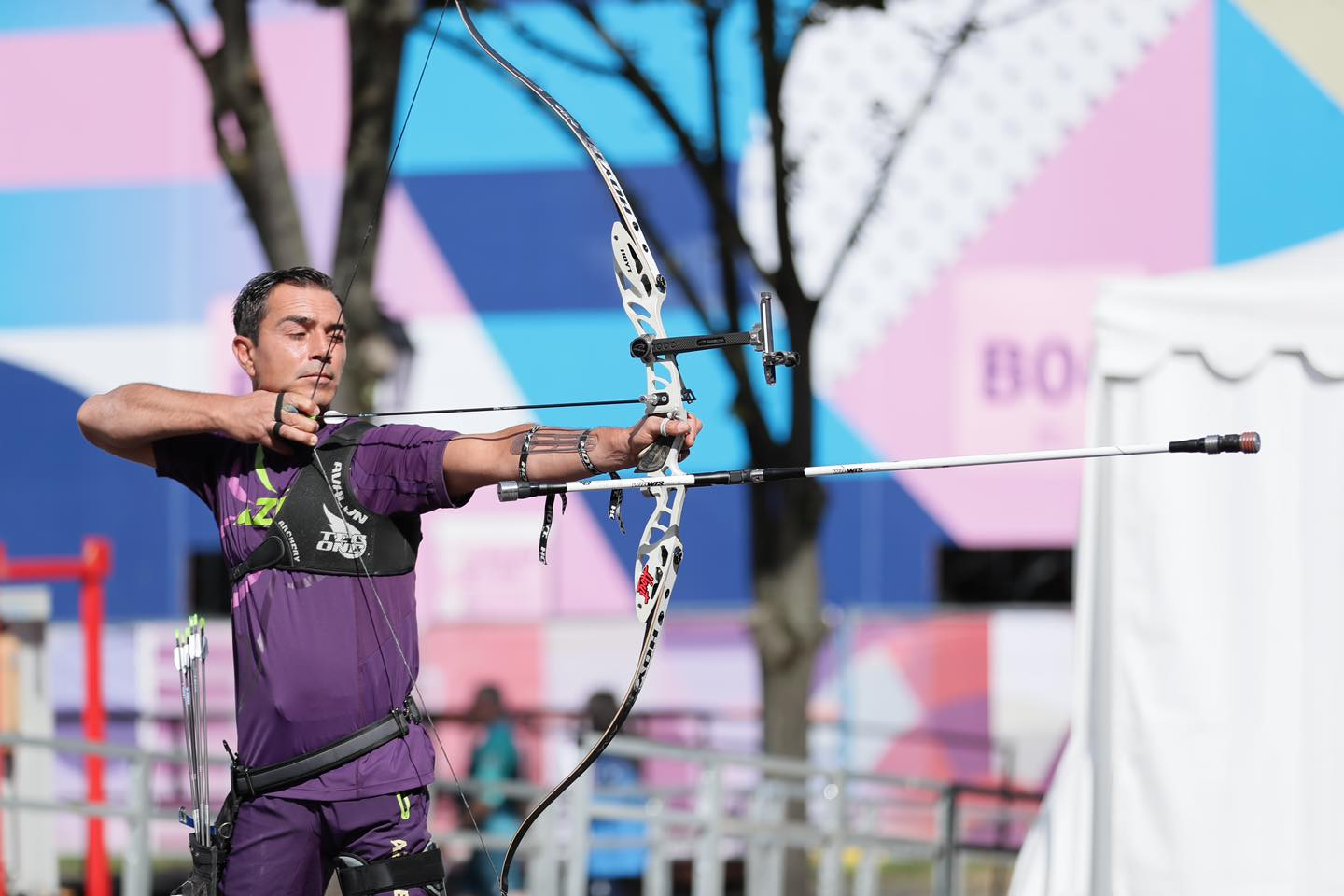
Стрелок из лука Джахан Мусаев на тренировке в Париже перед стартом Паралимпийских игр 2024

В стрельбе из лука Азербайджан на Играх представляет Джахан Мусаев. Право участия на Играх (bipartite) было предоставлено ему на основании запроса, направленного НПК Азербайджана в Международный паралимпийский комитет. 29 июля Мусаев выступио в квалификации, где набрал 568 очков и занял 28 место среди 30 участников. В 1/16 финала Мусаев уступил сопернику из Ирана со счётом 4:6 и завершил своё выступление на Играх в Париже.
| Спортсмен     | Дисциплина                             | Рейтинговый раунд | Рейтинговый раунд | 1/16 финала               | 1/8 финала           | Четвертьфинал        | Полуфинал            | Финал                | Финал                |
| Спортсмен     | Дисциплина                             | Очки              | Место             | Соперник Результат        | Соперник Результат   | Соперник Результат   | Соперник Результат   | Соперник Результат   | Место                |
| ------------- | -------------------------------------- | ----------------- | ----------------- | ------------------------- | -------------------- | -------------------- | -------------------- | -------------------- | -------------------- |
| Джахан Мусаев | индивидуальный изогнутый лук (мужчины) | 568               | 28                | М. Араб Амери (IRI) П 4:6 | Завершил выступление | Завершил выступление | Завершил выступление | Завершил выступление | Завершил выступление |

### Тхэквондо

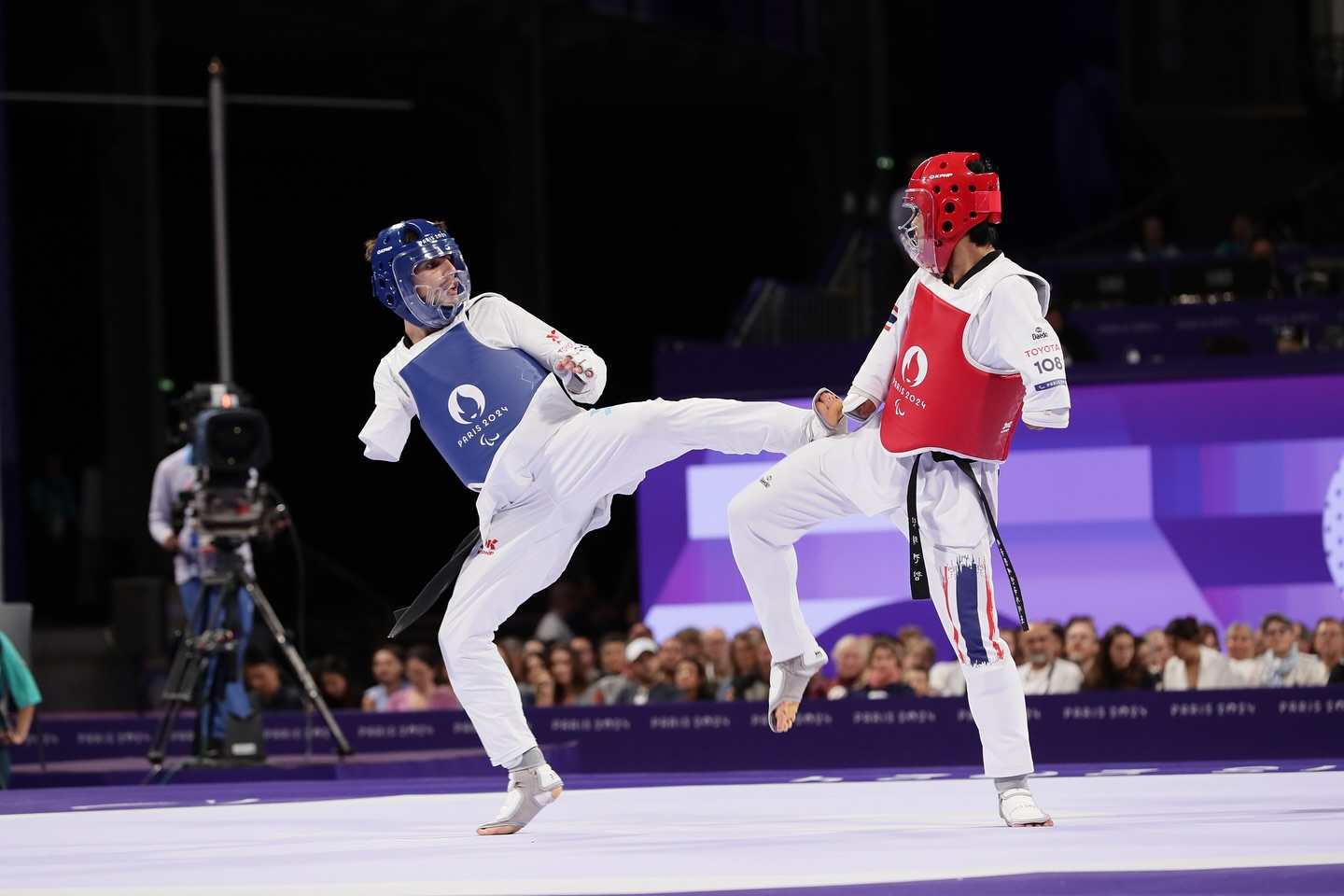
Сабир Зейналов (в синем) в схватке за бронзу против спортсмена из Таиланда

12 января 2024 стало известно, что трое азербайджанских паратхэквондистов,  Сабир Зейналов (58 кг), Имамеддин Халилов (70 кг) и Абульфаз Абузарли (80 кг), завоевали лицензии на Игры. 6 августа лицензию завоевала Рояла Фаталиева (52 кг), однако из-за полученной травмы ей не удалось выступить на Паралимпиаде и она даже не вылетела в Париж. Все они имели категорию инвалидности K44 (спортсмены с ампутацией одной руки (или эквивалентной потерей функции руки) или спортсмены без пальцев ног, что влияет на способность правильно поднимать пятку).
29 августа 2024 года первым на Паралимпийских играх в Париже выступил Сабир Зейналов. Одолев в четвертьфинале спортсмена из Японии Мицую Танака, в полуфинале Зейналов уступил двукратному чемпиону Европы Али Джану Озджану из Турции. В схватке за бронзу азербайджанский паратхэквондист победил представителя Таиланда Танву Каенхама и стал первым в истории спортсменом Азербайджана, взявшим медаль состязаний по паратхэквондо на Паралимпийских играх. Медаль Зейналова стала также первой медалью Азербайджана на Играх 2024 года в Париже.

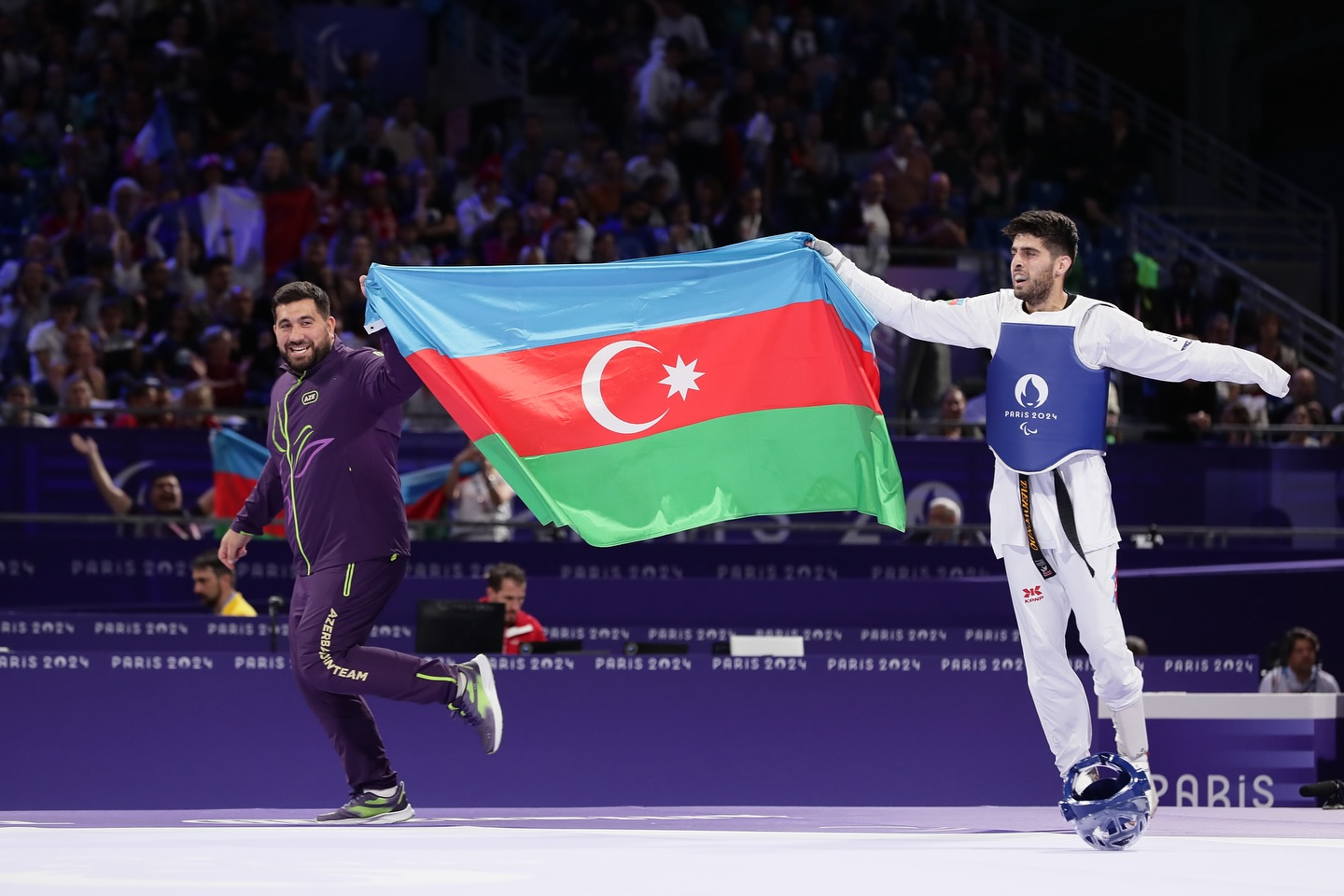
Имамеддин Халилов вместе с главным тренером сборной Фаридом Тагизаде празднует победу в финале

30 августа 2024 года своё выступление на Играх начал действующий чемпион мира и Европы Имамеддин Халилов, для которого Игры в Париже были уже вторыми в карьере Паралимпийскими играми. В четвертьфинале он одолел спортсмена из Кубы Мигеля Суареса Уолкера, а в полуфинале — узбекского паратхэквондиста Джавохира Аликулова. В финале Халилову противостоял Фатих Челик из Турции, которого азербайджанский спортсмен уже побеждал в финале чемпионата Европы в мае этого же года в Белграде. Одолев Челика со счётом 15:2, Халилов выиграл золото Паралимпийских игр, став тем самым первым азербайджанским спортсменом, выигравшим золото по паратхэквондо на Паралимпийских играх. Медаль Халилова стала также первой золотой медалью Азербайджана на Играх в Париже. Сложным боем Халилов назвал бой против спортсмена из Узбекистана, которого он в последний раз побеждал в финале чемпионата мира.

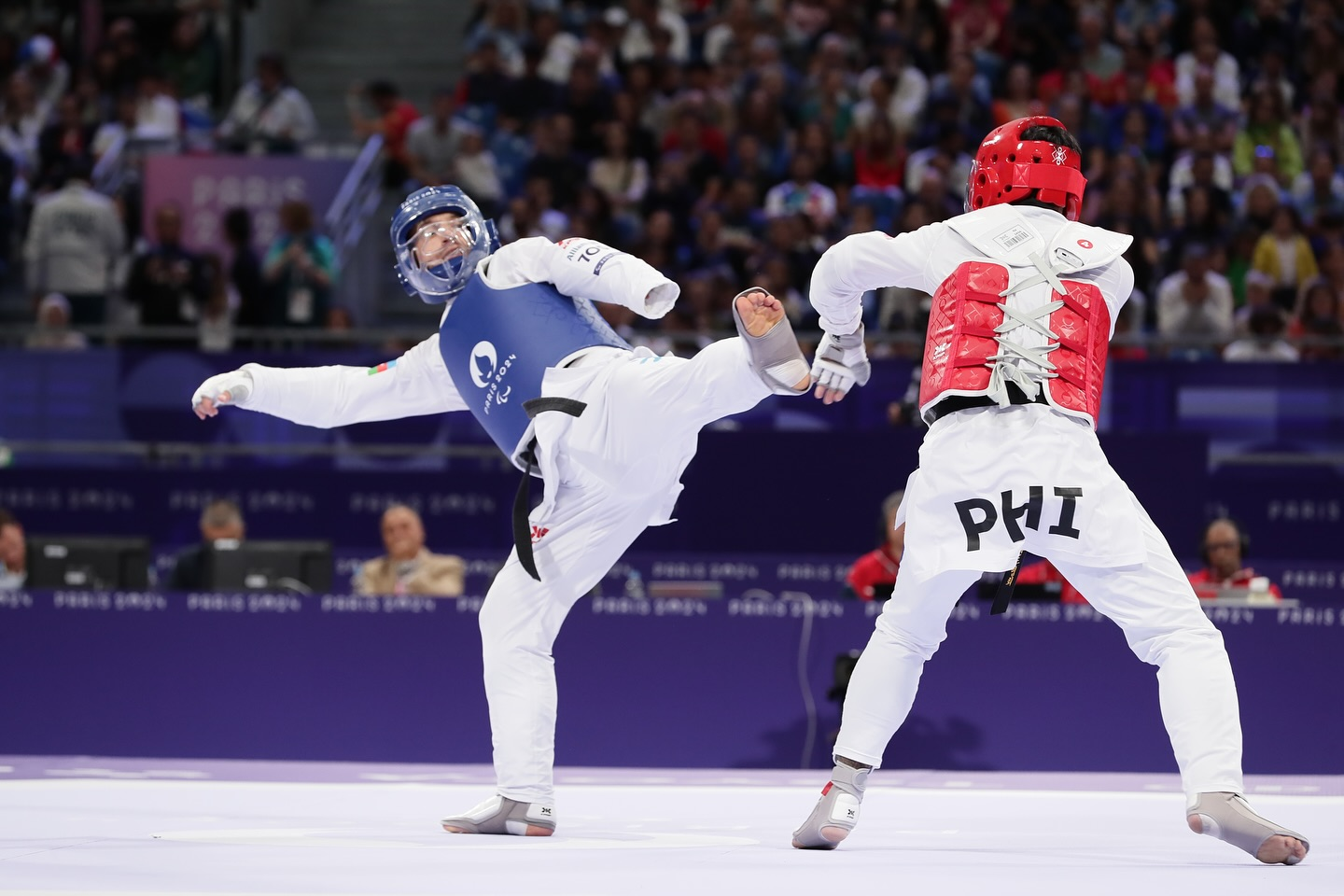
Абульфаз Абузарли (в синем) в 1/8 финала против спортсмена из Филиппин

31 августа в борьбу за медаль вступил самый опытный член сборной Абульфаз Абузарли, для которого эти Игры, также как и для Халилова, были вторыми в карьере. Первую встречу с соперником из Филиппин Киану Ганапином он выиграл. Однако, в четвертьфинале он уступил мексиканцу Луису Марио Нахере и отправился в утешительный блок. Абузарли проиграл здесь первую же схватку против серба Никола Спажича и упустил шанс бороться за бронзу.
По итогам турнира, мужская сборная Азербайджана по паратхэквондо, выигравшая одно золото и одну бронзу, заняла второе место в командном зачёте, уступив первое место сборной Турции, взявшей одну золотую и две серебряные медали. В общем же зачёте Азербайджан и Бразилия разделили пятое место.
Мужчины
| Спортсмен         | Категория | 1/8 финала              | Четвертьфинал          | Полуфинал               | Финал                   | Место |
| Спортсмен         | Категория | Соперник Результат      | Соперник Результат     | Соперник Результат      | Соперник Результат      | Место |
| ----------------- | --------- | ----------------------- | ---------------------- | ----------------------- | ----------------------- | ----- |
| Сабир Зейналов    | до 58 кг  | Не участвовал           | М. Танака (JPN) В 6:5  | А. Озджан (TUR) П 18:23 | За 3-е место            | Место |
| Сабир Зейналов    | до 58 кг  | Не участвовал           | М. Танака (JPN) В 6:5  | А. Озджан (TUR) П 18:23 | Т. Каенхам (THA) В 12:4 | 3     |
| Имамеддин Халилов | до 70 кг  | Не участвовал           | М. Уолкер (CUB) В 12:2 | Д. Аликулов (UZB) В 7:2 | Ф. Челик (TUR) В 15:2   | 1     |
| Абульфаз Абузарли | до 80 кг  | К. Ганапин (PHI) В 12:9 | Л. Нахера (MEX) П 3:6  | Утешительный поединок   | За 3-е место            | 7     |
| Абульфаз Абузарли | до 80 кг  | К. Ганапин (PHI) В 12:9 | Л. Нахера (MEX) П 3:6  | Н. Спажич (SRB) П 9:11  | Завершил выступление    | 7     |

Женщины
| Спортсмен       | Категория | 1/8 финала         | Четвертьфинал      | Полуфинал          | Полуфинал          | Финал              | Финал |
| Спортсмен       | Категория | Соперник Результат | Соперник Результат | Соперник Результат | Соперник Результат | Соперник Результат | Место |
| --------------- | --------- | ------------------ | ------------------ | ------------------ | ------------------ | ------------------ | ----- |
| Рояла Фаталиева | до 52 кг  | DNS                | DNS                | DNS                | DNS                | DNS                | DNS   |

Азербайджанские паратхэквондисты на церемонии награждения
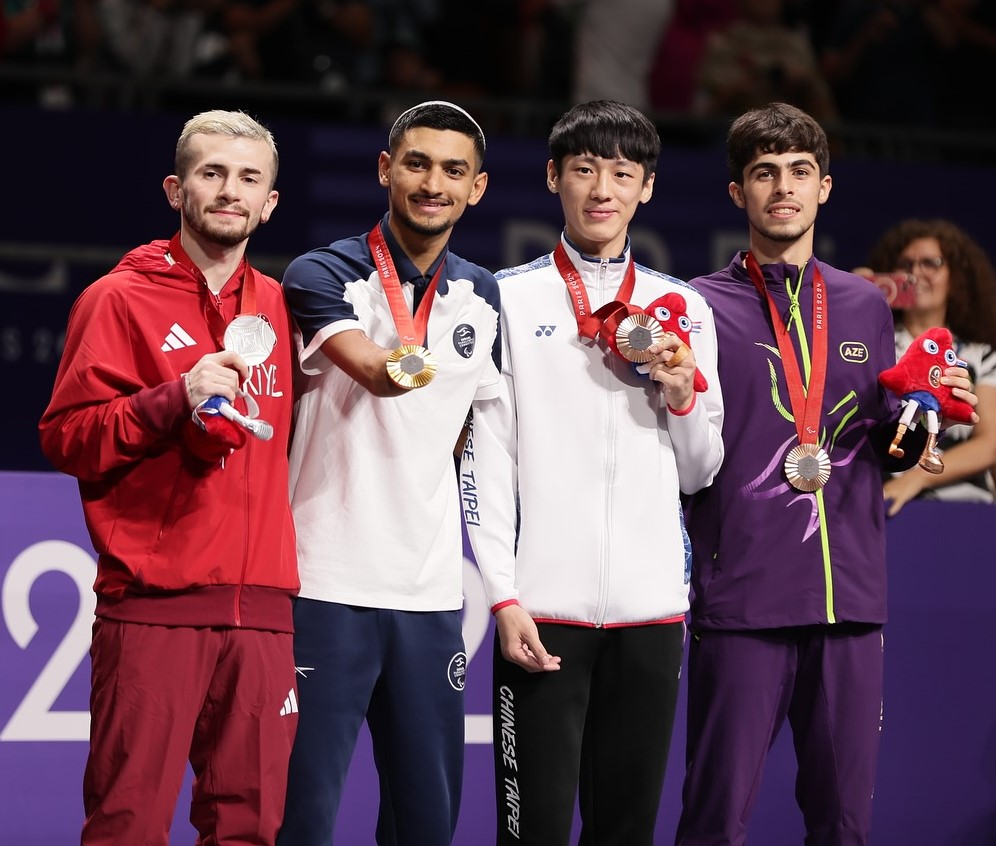
Сабир Зейналов (крайний справа) с бронзовой медалью на церемонии награждения (до 58  кг)
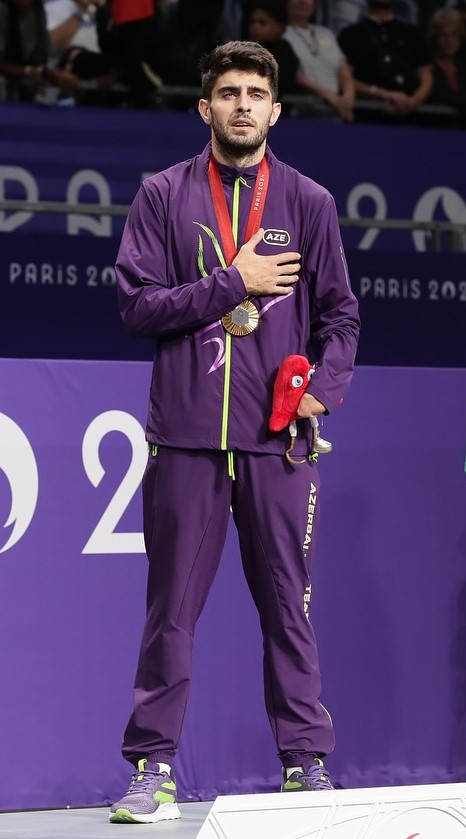
Имамеддин Халилов с золотой медалью на церемонии награждения (до 70 кг)

## Награждения спортсменов и их тренеров
Согласно распоряжению президента Азербайджана Ильхама Алиева от 10 сентября 2024 года, премиальные за золотую медаль составили 200 тысяч манатов (тренерам — 100 тысяч манатов), за серебряную медаль — 100 тысяч манатов (тренерам — 50 тысяч манатов), а за бронзовую — 50 тысяч манатов (тренерам — 25 тысяч манатов).
В этот же день призёры Игр и их тренеры распоряжением президента Азербайджана за высокие достижения на XVII летних Паралимпийских играх в Париже и заслуги в развитии азербайджанского спорта были награждены орденами и медалями. Согласно этому распоряжению, паралегкоатлеты Ламия Велиева и Орхан Асланов были награждены орденом «Слава», паратхэквондист Имамеддин Халилов и паралегкоатлет Саид Наджафзаде — орденом «За службу Отечеству I степени», парапловец Роман Салей и парадзюдоист Ильхам Закиев — орденом «За службу Отечеству II степени», а паратхэквондист Сабир Зейналов — орденом «За службу Отечеству III степени».
Главный тренер сборной Азербайджана по паралимпийской лёгкой атлетике Олег Панютин был награждён орденом «Труд» I степени, главный тренер сборной страны по паралимпийскому плаванию Алаверди Джулфаев и личный тренер Саида Наджафзаде Владимир Заяц — орденом «Труд» II степени, а главный тренер мужской сборной по паралимпийскому дзюдо Ибрагим Ибрагимов и личный тренер Романа Салея Фёдор Кириллов — орденом «Труд» III степени. Личный тренер Имамеддина Халилова Ариф Халилов, личный тренер Орхана Асланова Назим Исрафилов, личный тренер Сабира Зейналова Вугар Шукюров и главный тренер сборной республики по паратхэквондо Фарид Тагизаде были награждены медалью «Прогресс».
Этим же распоряжением президента личный тренер Вели Исрафилова Рашад Алиев, личный тренер Ламии Велиевой Тофиг Алиев, парапловец Вели Исрафилов и личный тренер Ильхама Закиева Азад Захидов были награждены «Почётным дипломом Президента Азербайджанской Республики».